# Distrikt Huancané
Der Distrikt Huancané liegt in der Provinz Huancané in der Region Puno in Südost-Peru. Der Distrikt besitzt eine Fläche von 384 km². Beim Zensus 2017 wurden 19.270 Einwohner gezählt. Im Jahr 1993 betrug die Einwohnerzahl 27.288, im Jahr 2007 21.089. Sitz der Provinz- und Distriktverwaltung ist die 3841 m hoch gelegene Stadt Huancané mit 7544 Einwohnern (Stand 2017). Huancané befindet sich 76 km nordnordöstlich der Regionshauptstadt Puno.

## Geographische Lage
Der Distrikt Huancané befindet sich im zentralen Südwesten der Provinz Huancané. Der Río Huancané durchquert den Distrikt in südlicher Richtung. Im Südosten reicht der Distrikt bis an das Ufer des Titicacasees. Der Río Ramis begrenzt den Distrikt im Süden. Im Südwesten befinden sich die Seen Laguna Titihue, Laguna Cupisco und Laguna Yanaoco Pampa.
Der Distrikt Huancané grenzt im Südwesten an den Distrikt Taraco, im Westen an die Distrikte Samán und Chupa (beide in der Provinz Azángaro), im Nordwesten an den Distrikt Pedro Vilca Apaza (Provinz San Antonio de Putina), im Norden an den Distrikt Huatasani, im Nordosten an den Distrikt Inchupalla sowie im Osten an den Distrikt Vilque Chico.

## Ortschaften
Im Distrikt gibt es neben dem Hauptort folgende größere Ortschaften:
- Acocollo
- Chuquiaguillo (283 Einwohner)
- Coasia (271 Einwohner)
- Cotapata
- Cucho Yanaoco (272 Einwohner)
- Cucho Yareoca
- Huarizani (315 Einwohner)
- Milliraya
- Pampa Amaru (292 Einwohner)
- Pampa Yanaoco (267 Einwohner)
- Titihue